# Frontera Rivera Renegades
El Frontera Rivera Renegades Fútbol Club, conocido tradicionalmente como Frontera Rivera, actualmente Frontera Renegades o simplemente Frontera, es un club de fútbol uruguayo de la ciudad de Rivera, fronteriza con Santana do Livramento, en el estado de Rio Grande do Sul, Brasil. Fue fundado con el nombre Frontera Rivera Fútbol Club hace 27 años, el 15 de enero de 1998, como una continuidad histórica, jurídica y espiritual a nivel profesional en la AUF del Club Social y Deportivo Frontera Rivera Chico, histórico club de la Liga de Rivera fundado el 1 de octubre de 1932.
Frontera Rivera participó del fútbol profesional entre los años 1997 (ese año como Frontera Rivera Chico) y 2000. Fue el primer club del interior del país en lograr el ascenso deportivamente a la Primera División, disputando los torneos de 1999 y 2000.
Regresa a la competencia en 2024 para disputar la Primera División Amateur,conformando el Frontera Rivera Renegades SAD a través de la inversión de capitales estadounidenses, ya propietarios del New York Renegades.

## Historia

### Sus orígenes
El 1 de octubre de 1932 se fundó el Club Social Rivera Chico, y el 2 de junio de 1944 se fundó el Club Atlético Fronteras (llamado Platense hasta 1946). Ambos se fusionan el 23 de septiembre de 1973 y el club pasa a llamarse Frontera Rivera Chico,obteniendo los campeonatos departamentales de 1980,  1994 y 1996. Anteriormente a la fusión, Fronteras había obtenido los departamentales de 1947, 1953, 1963, 1967 y 1969; totalizando 8 títulos departamentales para la institución.
El punto más alto en su recorrido como club de OFI fue en el año 1995, cuando Frontera Rivera Chico fue finalista de la Copa Nacional de Clubes perdiendo el trofeo frente al Club Porongos de Flores. Igualmente esto le permitió clasificar a la Liguilla Pre-Libertadores de 1995 (torneo disputado en su totalidad en el Estadio Centenario de Montevideo) participando por primera vez en el fútbol AUF. En ese torneo enfrentó además de al propio Porongos a los mejores equipos profesionales de Montevideo de ese año: Liverpool, Defensor Sporting, Peñarol, Nacional, River Plate y Wanderers.

### Incorporación al profesionalismo
Esa experiencia vivida durante el verano de 1996 de disputar la Liguilla ante clubes profesionales, motivó a Frontera Rivera Chico a solicitar la afiliación a la Asociación Uruguaya de Fútbol (siendo, después de Deportivo Maldonado, el segundo equipo del interior no metropolitano en realizarlo), y a partir del año 1997 compitió en la Segunda División Profesional.
La primera experiencia no fue buena para Frontera Rivera Chico: finalizó último y debía descender, pero había una traba reglamentaria: la categoría inferior, la Liga Metropolitana Amateur estaba reservada para clubes de Montevideo o su área metropolitana. Entonces, se ejecutó el descenso de Frontera Rivera Chico (suplantado por El Tanque Sisley que ascendió), y para permitir la continuidad del equipo riverense se creó un nuevo club afiliado a la AUF: el Frontera Rivera Fútbol Club. Entonces, la Segunda División pasó de 13 a 14 clubes para el campeonato de 1998.

### Frontera Rivera FC
Frontera Rivera fue fundado el 15 de enero de 1998 con el objetivo de participar de la Segunda División de ese mismo año. Obtuvo el quinto puesto lo que le permitió clasificar a la Liguilla por el segundo ascenso, junto a Deportivo Maldonado, Central Español y Progreso. Con 2 triunfos y 1 empate, Frontera fue campeón de la Liguilla y se convirtió en el primer equipo del interior en toda la historia del fútbol uruguayo en ascender a la Primera División.
La primera temporada en Primera (bajo la conducción de Gerardo Pelusso y con Rúben Paz en sus filas) fue correcta: 9° posición entre 15 participantes,pero no así la participación del año siguiente, donde Frontera Rivera se ubicó en la posición 16 entre 18 participantes. En la tabla del descenso Frontera finalizó 15°, por encima de otros 3 equipos: Liverpool y Villa Española que descendieron, y de Rocha, pero este último estaba eximido de descender por un reglamento que protegía a los clubes que participaban por primera vez. Por ello, fue Frontera el que debió enfrentar el repechaje de promoción ante Fénix, que accedió como subcampeón de la Liguilla de Segunda División.
Los partidos se disputaron bajo el calor abrasador de diciembre: el partido de ida en Montevideo fue empate 0-0, pero en la revancha disputada en el Paiva Olivera de Rivera vencieron los capitalinos 1-0 con gol de Jorge Puglia a los 2 minutos de juego.Y así como Frontera había sido el histórico primer equipo del interior en ascender, también la historia lo marcó como el primer equipo del interior en descender. Durante mucho tiempo se protestó que ese descenso fue manipulado, pero las denuncias presentadas (contra la AUF, la empresa Tenfield y los árbitros Gustavo Méndez y Daniel Bello) fueron archivadas por la Justicia. 

### Cese de la actividad y los intentos de retorno
Frontera no pudo hacer frente a la adversidad del descenso y no participó más, debido a las fuertes deudas contraídas por el mal manejo financiero de la institución que se volvieron impagables, y por lo tanto el club quedó inhabilitado de continuar participando.
Sin poder competir en el profesionalismo, la atención en las primeras 2 décadas del siglo XXI se centró en reafiliar a OFI al club Frontera Rivera Chico y retornar a las actividades en la Liga de Rivera. Pero el deseo del regreso a los torneos de la AUF quedó impregnado en hinchas, socios y dirigentes; y con el tiempo empezaron las gestiones para el regreso a esa competencia.
Para 2017, tras confirmarse de que no se encontraba desafiliado,solicitó a la AUF volver a incorporarse para poder disputar torneos juveniles y competir en la Segunda División Nacional pero no tuvo éxito. En 2020 y 2021 volvió a solicitar su participación (a través de Frontera Rivera Chico), pero continuó recibiendo la respuesta negativa de la AUF, por lo que llevó el tema a la justicia uruguaya. El 30 de agosto de 2021, salió el fallo de la justicia a favor de AUF, por lo cual el equipo no pudo participar en la Primera División Amateur (tercera categoría). Finalmente, en 2024 se confirma su regreso a la actividad en el ámbito de la AUF a través del Frontera Rivera. El club conformó una SAD y llegó a un acuerdo con inversores estadounidenses que afrontaron el pago de aproximadamente 200.000 dólares de la antigua deuda.

### Frontera Rivera Renegades
Al concretarse el acuerdo económico, el inversor Boris Linares exigió la inclusión del "Renegades" en el nombre del club. También se provocó cierta polémica con el cambio del escudo de la institución, que fue saldada posteriormente recuperando elementos del escudo tradicional.
Debutó en el campeonato de Primera División Amateur el 21 de julio con victoria de local 5-0 frente al conjunto de Basáñez, en un Estadio Atilio Paiva Olivera con un gran marco de público que acompañó al equipo en su vuelta a la competición.Los rojos finalizaron el Torneo Apertura líderes de su grupo y cuartos en la Tabla Anual en el Torneo Apertura. Este resultado le permitió clasificar a la Copa AUF Uruguay y disputarla por primera vez. El sorteo dictaminó que debutaran en la primera ronda enfrentando de locales a Nacional, el 25 de setiembre de 2024, y curiosamente se cumplían exactamente 25 años de la primera vez que Frontera recibió a Nacional en 1999.

## Símbolos

### Escudo y bandera
Tanto en el escudo como en la bandera institucional, predomina el color rojo y amarillo característico del club.
En el caso del escudo, ha sufrido algunas variaciones con el paso de los años.

Evolución del escudo de Frontera Rivera
|  |  |  |  |

## Uniforme
- Uniforme titular: Camiseta, short y medias rojas con vivos amarillos.
- Uniforme alternativo: Camiseta, short y medias celestes (en homenaje a la Selección de Rivera) con vivos rojos y amarillos (colores tradicionales del club).

### Patrocinadores e indumentaria
| Período       | Proveedor |
| ------------- | --------- |
| 2024-presente | Diaza     |

| Período       | Parte delantera | Parte trasera | Mangas o short |
| ------------- | --------------- | ------------- | -------------- |
| 2024-presente | Turil           | COMERI        | AUF TV         |

## Estadio

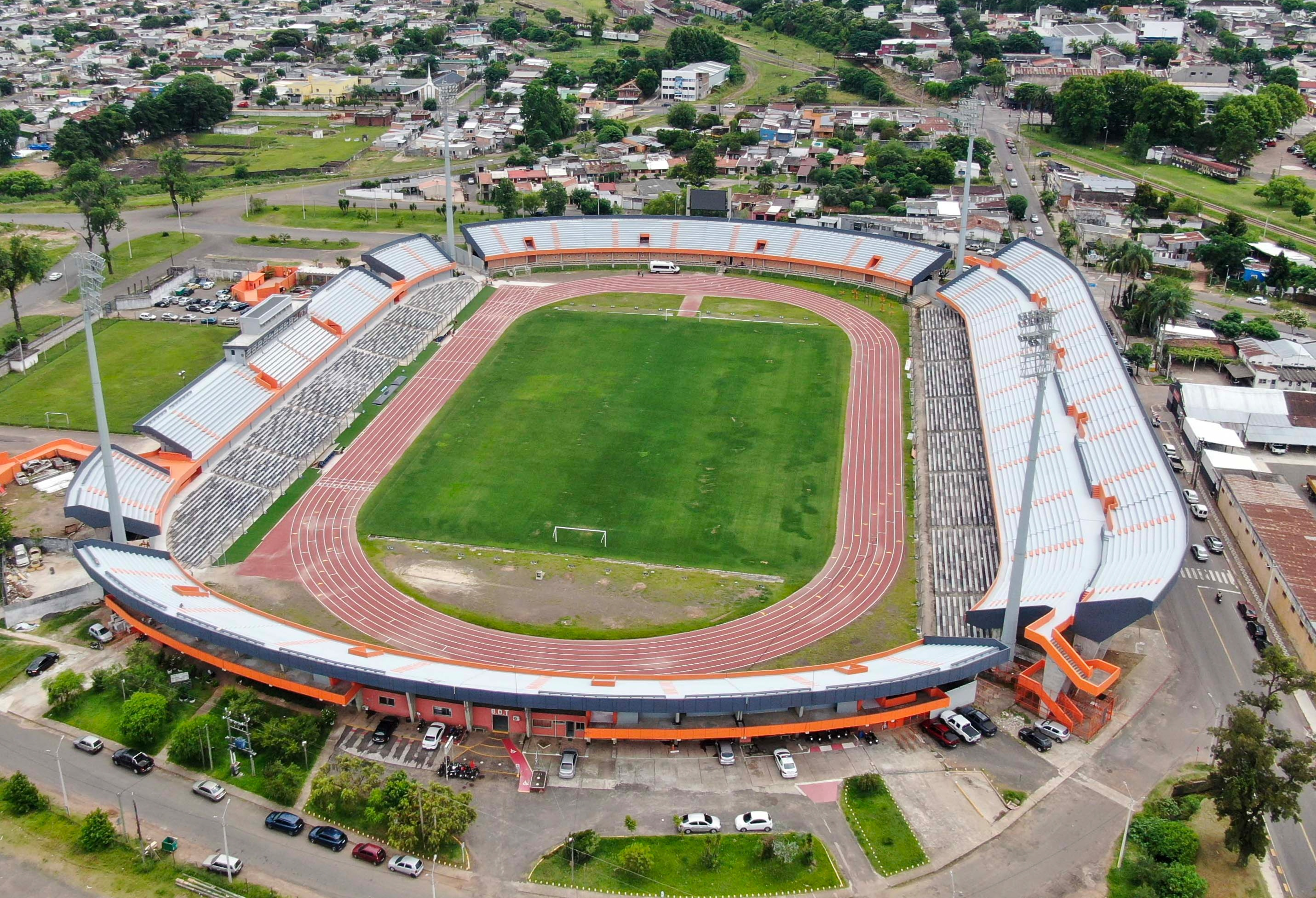
Imagen del estadio.

Frontera Rivera oficia de local en el Estadio Atilio Paiva Olivera, también de la ciudad de Rivera. Es de propiedad municipal y cuenta con capacidad para 27.135 espectadores.
Se trata del estadio fuera de Montevideo con mayor capacidad, habiendo albergado partidos de Copa América y de Copa Libertadores.

## Fechas importantes
Se incluyen los datos de Frontera Rivera Chico y Frontera Rivera.
- 1 de octubre de 1932 se funda el Club Social Rivera Chico.
- 2 de junio de 1944 se fundó el Club Atlético Fronteras (llamado Platense hasta 1946).
- 23 de septiembre de 1973 se da la fusión entre ambas instituciones, pasando a llamarse Frontera Rivera Chico.
- 15 de enero de 1998 se crea el Frontera Rivera FC con personería jurídica diferente pero como una continuación del FRC para competir en AUF.
- 2000-2001 cese de actividades profesionales y vuelta al amateurismo en OFI.
- 2024 Asociación con el empresario estadounidense Boris Linares, propietario del New York Renegades FC, para cancelar las deudas con los futbolistas del pasado, conformar una Sociedad Anónima Deportiva (SAD) y volver al fútbol en AUF, ahora como Frontera Renegades FC.

## Datos del club
- Temporadas en 1º: 2 (1999 y 2000).
- Mejor posición: 9° puesto (1999)
- Temporadas en 2º: 2 (1997 y 1998).[27]
- Temporadas en 3°: 1 (2024)
- Primer partido en Primera División: Peñarol 1 - Frontera Rivera 1 (Estadio Centenario, 13 de marzo de 1999).[28]
- Primer gol en Primera División: Carlos Walter Silva (mismo partido).
- Primera victoria en Primera División: Rampla Juniors 1 - Frontera Rivera 2 (Estadio Olímpico, 28 de marzo de 1999).[29]

- Registro histórico: En el fútbol profesional.[30]

| Competición                  | Temp. | PJ | PG | PE | PP | GF | GC  | Dif. | Puntos | Títulos |
| ---------------------------- | ----- | -- | -- | -- | -- | -- | --- | ---- | ------ | ------- |
| Primera División Uruguaya    | 2     | 61 | 16 | 11 | 34 | 85 | 118 | -33  | 59     | -       |
| Segunda División Profesional | 2     | 53 | 19 | 10 | 24 | 66 | 81  | -15  | 67     | -       |
| Primera División Amateur     | 1     | 16 | 7  | 3  | 6  | 26 | 11  | +15  | 24     | -       |

## Palmarés

### Torneos nacionales
| Organizados por AUF                     | Organizados por AUF | Organizados por AUF |
| Competición nacional                    | Títulos             | Subcampeonatos      |
| --------------------------------------- | ------------------- | ------------------- |
| Segunda División Profesional de Uruguay |                     | 1998                |

### Torneos Locales
Se consideran los títulos obtenidos por Rivera Frontera Chico hasta 1998, aparición de Frontera Rivera FC.
| Organizados por OFI                   | Organizados por OFI                            | Organizados por OFI |
| Competición                           | Títulos                                        | Subcampeonatos      |
| ------------------------------------- | ---------------------------------------------- | ------------------- |
| Copa Nacional de Clubes               |                                                | 1995                |
| Liga Deptal de Fútbol de Rivera (8)   | 1947, 1953, 1963, 1967, 1969, 1980, 1994, 1996 |                     |
| Liga Deptal de Fútbol de Rivera B (4) | 1951, 1962, 2013, 2018                         |                     |